# Hans von Koester
Hans von Koester (Schwerin, 29 aprile 1844 – Kiel, 21 febbraio 1928) è stato un ammiraglio tedesco.

## Biografia
Hans Ludwig Raimund Koester nacque nel 1844 a Schwerin, nel Granducato di Meclemburgo-Schwerin, ed entrò nella marina prussiana col grado di Kadettenanwärter (candidato cadetto) il 21 giugno 1859. Da quel momento Koester ebbe un'attiva carriera navale che ebbe inizio nella Norddeutsche Bundesmarine nel 1866 e successivamente nella Kaiserliche Marine nel 1871. Il suo primo comando fu la nave Undine che mantenne per 15 mesi in un viaggio in America che toccò le coste del nord, centro e del sud tra il 1874-75.

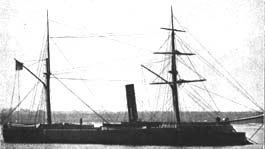
SMS Prinz Adalbert

Promosso Korvettenkapitän nel 1875, venne quindi assegnato a diverse navi scuola tra cui la Kreuzerfregatte Prinz Adalbert, col quale fece una crociera intorno al mondo dal 1878 al 1880. Koester venne promosso Kapitän nel 1881. Nominato comandante della Segalfregatte Niobe nel 1883, Koester prese successivamente il comando della Panzerkorvette Württemberg dal 1884.

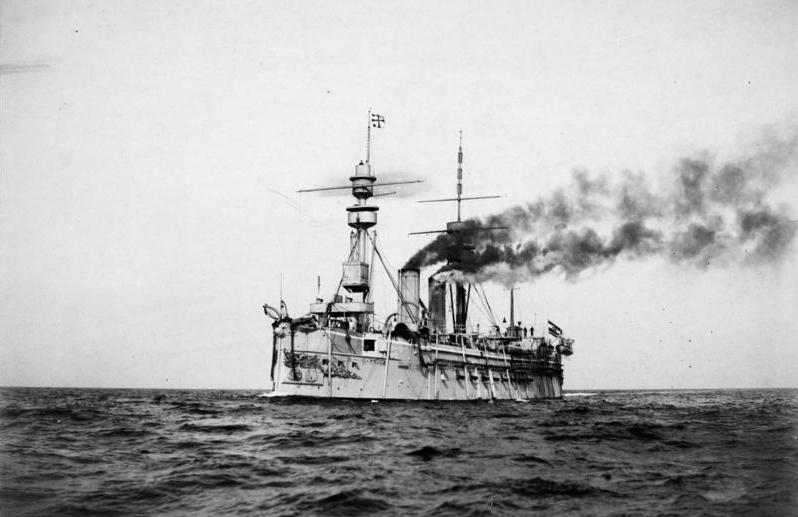
La König Wilhelm nel 1890

 Nel 1887 venne nominato comandante della Panzerfregatte König Wilhelm, la più grande nave di tutta la flotta tedesca.
Dal 1884 al 1887 prestò servizio come capo dello staff dell'Ammiragliato tedesco (Kaiserliche Admiralität) a quel tempo quidato dall'Ammiraglio e Generale di fanteria Leo von Caprivi. Nel 1887 egli divenne direttore delKaiserliche Werft Kiel (porto imperiale di Kiel). Poi, sino al 1903, egli occupò il posto di comandante della Stazione navale del Mar Baltico a Kiel e con questo incarico egli si adoperò per lo sviluppo del porto e della città.
Quando l'ammiraglio Alfred von Tirpitz presentò il suo progetto per una grande flotta da battaglia nel giugno del 1897, Koester obiettò il fatto che non vi fosse personale sufficiente per sopperire alle nuove esigenze della marina e questa espansione avrebbe richiesto del denaro che sarebbe stato meglio spendere altrove.
Vwenne promosso Kontradmiral nel 1889, Vizeadmiral nel 1892 ed infine Ammiraglio nel 1897. Fu lui, come comandante in capo rimpiazzante il malato ammiraglio Eduard von Knorr, a inviare uno squadrone tedesco comandato da Otto von Diederichs nella Penisola di Shandong nel 1897 ed a dare l'ordine di prendere Kiautshou nel novembre di quello stesso anno come parte delle lotte per la concessione della baia di Jiaozhou. Egli ottenne quindi l'incarico onorifico di Generalinspekteur der Marine (Ispettore Generale della Marina) nel 1899, ma mantenne la sua posizione di Comandante della Stazione Navale a Kiel sino al 1903. Assieme al Vice Ammiraglio August von Thomsen (Comandante della prima divisione navale a Wilhelmshaven), si oppose strenuamente alle soluzioni proposte dall'ammiraglio Diederichs che prevedevano un incremento dello staff dell'ammiragliato e la creazione di una separata sezione di intelligence oltre alla rimozione della Marineacademie (accademia navale) di Berlino. Nel 1900 ottenne anche il titolo di nobile ed il predicato "von" da apporre prima del proprio cognome.
Il 18 settembre 1902 venne decorato dell'Ordine dell'Aquila Nera ed ottenne la distinzione "con diamanti" di questo stesso ordine il 21 giugno 1909.
Koester fu il primo ufficiale navale attivo ad ottenere il rango di Grossadmiral (Grandammiraglio) il 28 giugno 1905 e in precedenza solo due personaggi di rilievo avevano ottenuto questa nomina, il kaiser Guglielmo II di Germania ed il re Oscar II di Svezia (entrambi nel 1901). Il 17 settembre 1905 venne nominato membro della Herrenhaus prussiana ed il 31 dicembre 1906 Koester decise di ritirarsi in pensionamento.
Eletto presidente della Deutsche Flottenverein nel 1908, mantenen tale posizione sino all'ottobre del 1919 per poi divenirne presidente onorario. Nella sua posizione egli collaborò con l'ammiraglio Alfred von Tirpitz per elevare il supporto della nazione nei confronti della marina durante la prima guerra mondiale. Rappresentò la Germania alla Celebrazione Hudson-Fulton a New York dal 25 settembre all'11 ottobre 1909 e divenne cittadino onorario di Kiel al compimento del suo 70º compleanno il 29 aprile 1914. Durante la Grande Guerra fu delegato della marina imperiale per la sanità.
Koester morì a Kiel nel 1928 all'età di 83 anni e venne sepolto nel cimitero di Nordfriedhof.